# Lokomotivfabrik mit Arbeitersiedlung

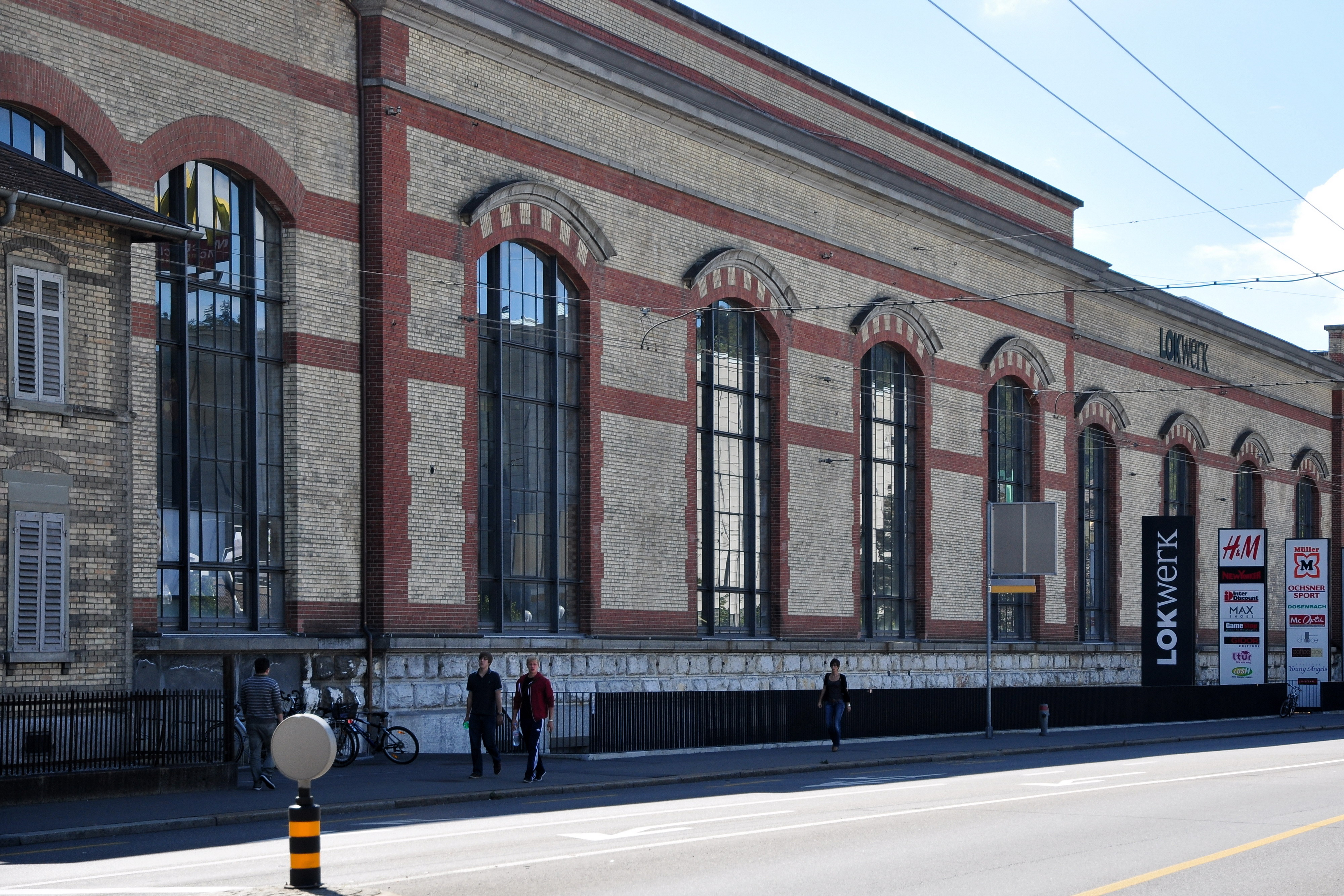
Einkaufszentrum «Lokwerk» (2011)

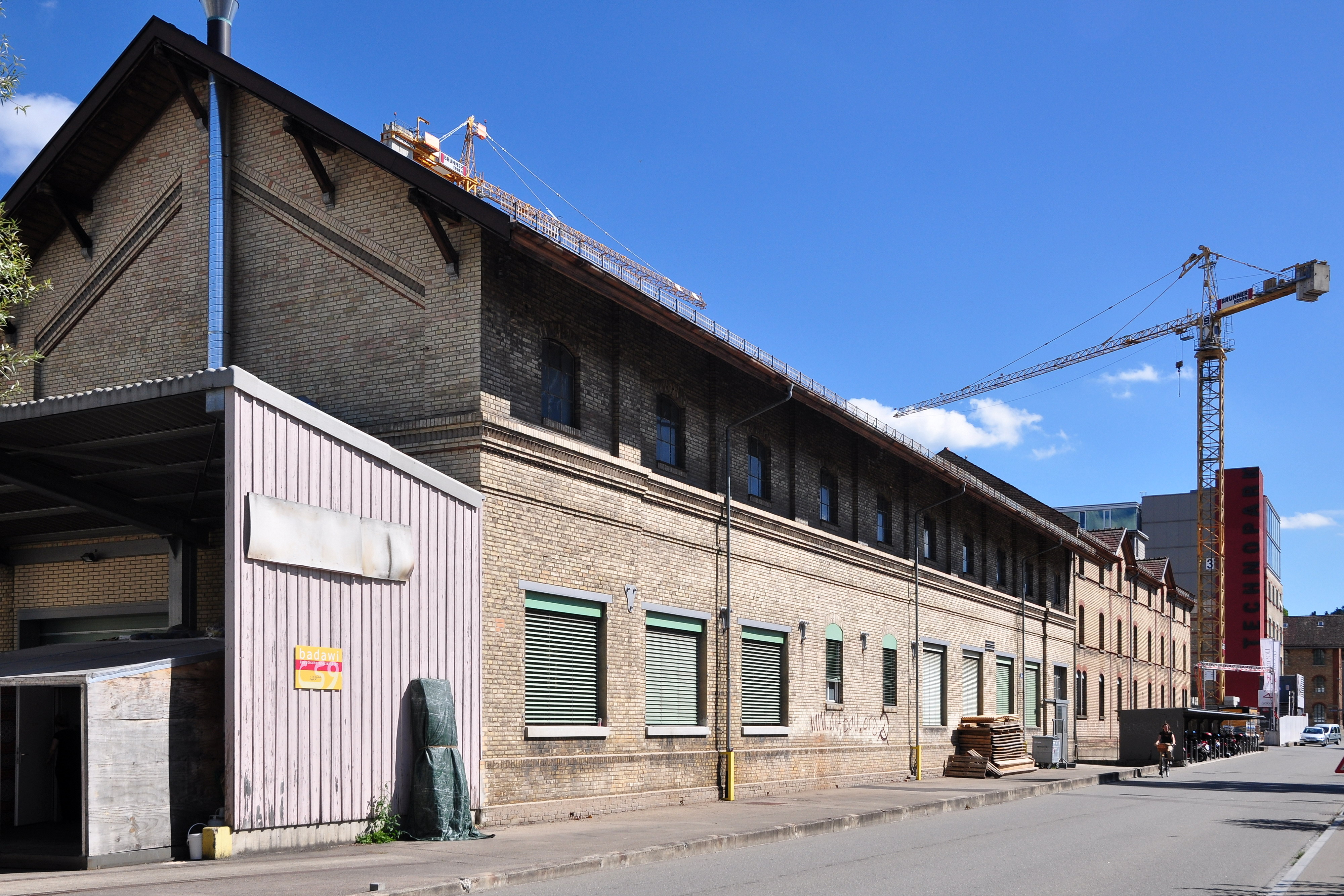
Magazingebäude vor dem Umbau zu Stadthäusern (2011)

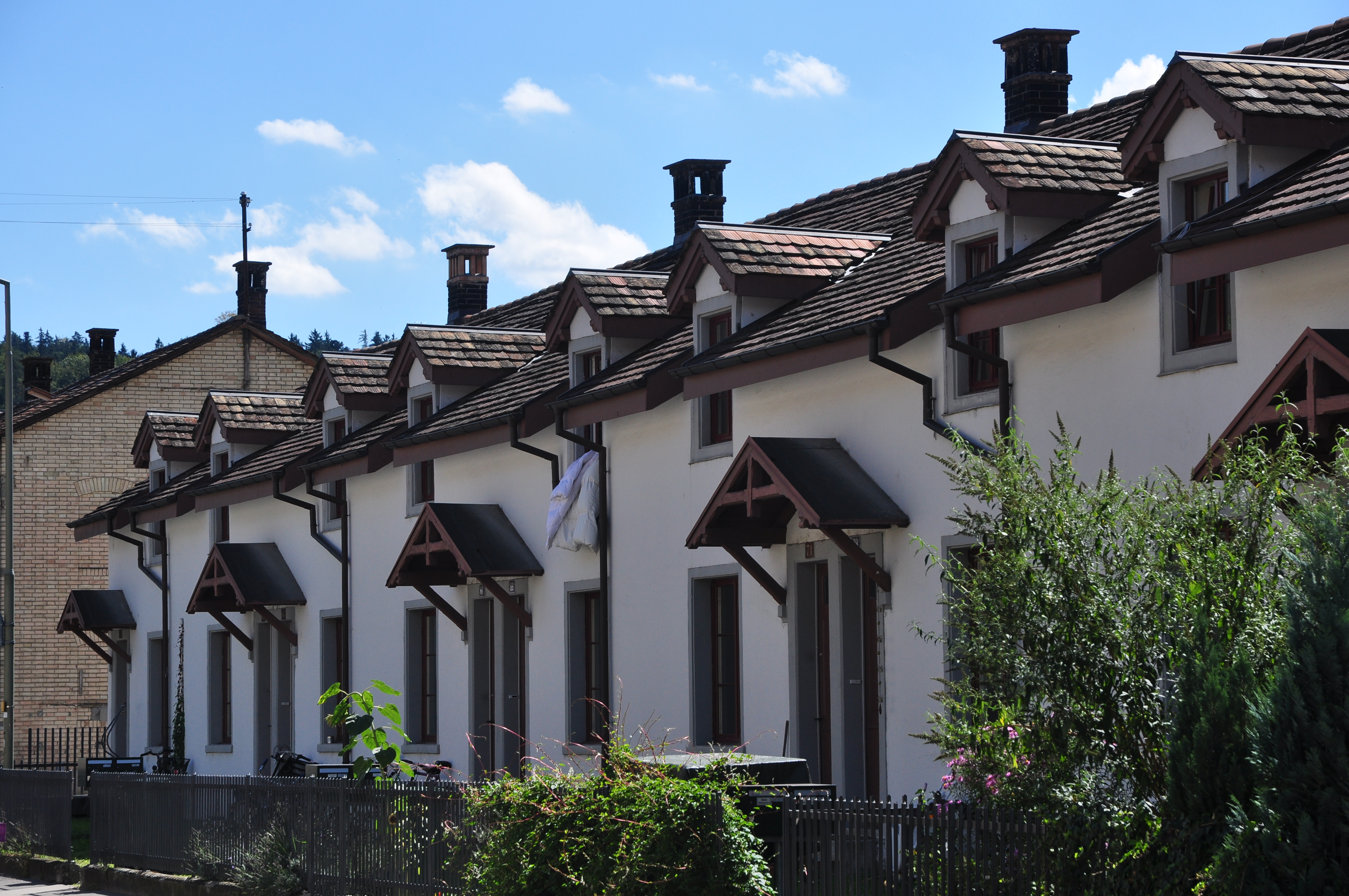
Teilansicht der Arbeitersiedlung (2011)

«Lokomotivfabrik mit Arbeitersiedlung» bezeichnet Objekte eines Industriequartiers der Stadt Winterthur im Schweizer Kanton Zürich. Sie sind im Kulturgüterschutz-Inventar der Schweiz als «Kulturgut von nationaler Bedeutung» (A-Objekt, KGS-Nr. 7813) klassifiziert und ein wichtiger Teil des «Ortsbilds von nationaler Bedeutung» im Inventar der schützenswerten Ortsbilder der Schweiz (ISOS). Die Grossbauten gelten als wichtige «Zeugen schweizerischer Industriegeschichte». Nach der «Rieter-Siedlung» von 1865–1872 gehört die Arbeitersiedlung an der Jägerstrasse von 1872 zu den ältesten von einem Industriekonzern erstellten Siedlungen der Schweiz. Mit Umnutzungen und Neubauten wird aus dem Industrieareal das Quartier «Lokstadt» entwickelt.

## Lage und Umfang
Das Areal gehört zum Quartier Tössfeld, das im Norden an Neuwiesen grenzt. Die Winterthurer Altstadt liegt nordöstlich jenseits der Bahnanlagen des «Hauptbahnhofs». Die ehemalige Fabrik grenzte im Norden und Osten an das «Sulzer-Areal». Die «Zürcherstrasse» ist eine Haupteinfall und -ausfallachse der sechstgrössten Schweizer Stadt. Der unter Schutz gestellte Teil des Quartiers umfasst die Gebäude Zürcherstrasse 37–41.1–3, 47; Jägerstrasse 25–91 und Agnesstrasse 2–4.

## Geschichte
Die ehemalige «Schweizerische Lokomotiv- und Maschinenfabrik» (SLM, genannt Loki) wurde 1871 in Winterthur von Charles Brown gegründet. In Nachbarschaft zu Sulzer entstanden auf dem Tössfeld Verwaltungs- und Fabrikbauten (später als «Werk 1» bezeichnet) sowie 1872/1873 der Beginn einer Reihensiedlung an der Jägerstrasse. Die Reihe der Arbeiterhäuser wurde 1891 in Richtung der Zürcherstrasse erweitert. Südlich der Jägerstrasse entstand «Werk 2», westlich der Zürcherstrasse Direktorenhäuser, die Kantine und «Werk 3».
Sulzer übernahm 1961 die SLM. Die Produktion zog bis 2005 nach Oberwinterthur. Seit Beginn der 1990er‐Jahre wird das ehemalige Industrieareal mit dem «Sulzer-Areal» etappenweise umgenutzt und neu gestaltet. Im März 2013 wurde eine neue «Bauordnung» für das Quartier genehmigt. Wegen drei geplanter Hochhäuser kam es im März 2015 zu einer Volksabstimmung. Im September 2017 gaben die Stadt und der Projektentwickler dem neu entstehenden Stadtteil den Namen «Lokstadt».

## Architektur
Die Backsteinfassaden der Verwaltungs- und Fabrikbauten entlang der Zürcherstrasse gelten als «ortsbildwirksam», ihre Abfolge als «monumental». Die Fassade des Bürogebäudes von «Werk 2» am südlichen Ende des Gebiets wurde saniert und als Schauseite des Einkaufszentrum «Lokwerk» umgenutzt. Das repräsentative Direktionsgebäude der Lokomotivfabrik dient renoviert weiterhin Bürozwecken.
Eine Reihe von Magazingebäuden mit Überformungen verschiedener Zeiten an der Nordseite der Jägerstrasse wurde aufgestockt zu vier- bis fünfgeschossigen Stadthäusern umgebaut. Die 1901 erbaute Kantine westlich der Zürcherstrasse dient heute als Schule. Die benachbarten Wohnhäuser der Direktoren und das «Werk 3» wurden abgerissen und durch Neubauten ersetzt.
Die Arbeiterhäuser an der Jägerstrasse lassen einen englischen Einfluss vermuten. Im 1891 errichteten Westteil sind es wie die Fabrikbauten Beispiele historischer Backsteinarchitektur mit ornamentierten Sichtbackstein-Fassaden, jenseits der Agnesstrasse ältere, einfache Putzbauten. Die Baugruppen wurden in jüngerer Zeit saniert. Ihre Aussenausstattung mit Vordächern und Einfassungen der Vorgärten ist noch erhalten. Einige der kleinen Häuser werden von Studierenden bewohnt.
Hausarchitekt der Firma war Ernst Jung.

## Siedlungsentwicklung
Das ehemalige Industrieareal soll bei erhaltenem Industriecharakter zum Stadtquartier «Lokstadt» umgewandelt werden. Die Planungen sehen ein Mischquartier mit Wohn‐, Geschäfts‐ und Hochschulnutzung mit bis zu 6500 Arbeitsplätzen vor. Zu den angesiedelten Kulturinstitutionen gehört das «museum schaffen». Im Planungsgebiet sollen 1500 Personen wohnen, wobei 30 % der Wohnflächen dem preisgünstigen Wohnen vorbehalten sind. Im Jahr 2030 könnten die Neubauten ihren Abschluss finden. (Stand: Januar 2022)

## Belege und Fussnoten
1. ↑  Jeweils gerade bzw. ungerade Nummern.

Koordinaten: 47° 29′ 46″ N, 8° 42′ 51,7″ O; CH1903: 696126 / 261375